# Summit (condado de Douglas, Wisconsin)
Summit es un pueblo ubicado en el condado de Douglas en el estado estadounidense de Wisconsin. En el Censo de 2010 tenía una población de 1063 habitantes y una densidad poblacional de 2,78 personas por km².

## Geografía
Summit se encuentra ubicado en las coordenadas 46°25′35″N 92°10′30″O / 46.42639, -92.17500. Según la Oficina del Censo de los Estados Unidos, Summit tiene una superficie total de 382.11 km², de la cual 379.05 km² corresponden a tierra firme y (0.8%) 3.06 km² es agua.

## Demografía
Según el censo de 2010, había 1063 personas residiendo en Summit. La densidad de población era de 2,78 hab./km². De los 1063 habitantes, Summit estaba compuesto por el 96.99% blancos, el 0% eran afroamericanos, el 0.66% eran amerindios, el 0.28% eran asiáticos, el 0% eran isleños del Pacífico, el 0.09% eran de otras razas y el 1.98% pertenecían a dos o más razas. Del total de la población el 0.38% eran hispanos o latinos de cualquier raza.